# Spironolakton

Spironolaktons strukturformel

Spironolakton är ett läkemedel av klassen aldosteronantagonister och ett kaliumsparande diuretikum som används primärt för att behandla kronisk hjärtsvikt, Conns sjukdom, högt blodtryck samt ascites orsakad av skrumplever. Det kan även användas som komplement till andra diuretika för att minska risken för kaliumförluster och hypokalemi. 

## Verkningsmekanism
Spironolakton är en aldosteronantagonist vilket innebär att den blockerar effekten av aldosteron. Aldosteron bildas normalt i binjurarna och binder till mineralkortikoidreceptorer i njuren vilket resulterar i ökad återupptag av vatten och natrium samt ökad utsöndring av kalium. Spironolakton hämmar aldosteronets effekt genom att binda till dess receptorer och blockera aldosteronet från att aktivera dessa vilket i sin tur leder till minskat återupptag av vatten och natrium samt minskad utsöndring av kalium. Till skillnad från eplerenon är spironolakton en mer oselektiv aldosteronreceptorantagonist vilket innebär att spironolakton också kan binda till androgenreceptorer och progesteronreceptorer vilket gör att spironolakton har en högre benägenhet att orsaka sexuella biverkningar. Vid förekomst av sexuella biverkningar kan därför eplerenon vara ett ersättningsalternativ.

## Biverkningar
Hyperkalemi är en vanligt förekommande biverkning vid användning av spironolakton, särskilt om patienten i fråga har kronisk njursvikt eller tar något annat läkemedel som hämmar RAAS, till exempel ACE-hämmare eller angiotensinreceptorblockerare. Även huvudvärk, magtarmbesvär och trötthet är biverkningar som är relativt vanliga. Sexuella biverkningar som kan förekomma är gynekomasti, impotens och nedsatt sexlust.